# II. Theuderich nyugati gót király
II. Theoderich (426 – 466 eleje) nyugati gót király bátyja, Thorismund meggyilkoltatása után, 453-tól haláláig.

## Élete
I. Theuderich király középső fiaként született, és egy gazdag római nemes nevelte fel. Theodorich megtanulta, hogyan egyesítheti a római életmódot a germán szokásokkal. Sidonius Apollinaris (433–479) gall költő és tudós így emlékezik rá: "A király germán copfokat viselt, és a vadászat iránti vonzódása is germán vonása volt. Őséhez, Alarichoz hasonlóan bundába bujtatta testőrségét. De ha zenét kíván hallani, elküldi zajongó fegyvereseit, és finom mívű edényeken tálalt ínyencségeket fogyaszt." Thorismund királynak meggyilkolása után lépvén a trónra, erélyesen uralkodott és diadalmasan harcolt. Miután Rómában kihalt a Theodosius-ház (455), a gall senatori réteggel egyetértésben Theoderich Avitust támogatta a császári trónra – sikertelenül. 454-ben betört Hispániába, 456-ban vereséget mért a szvévekre. 457 márciusában tért vissza Toulouse-ba.
Uralkodásának 13. esztendejében a koronára áhítozó öccse, Eurich meggyilkolta őt Gallia területén. Iordanes rögzíti is, hogy Theoderich halálával Eurichot vádolták.